# مارکو رواس
مارکو رواس (انگلیسی: Marco Ruas؛ زادهٔ ۲۳ ژانویهٔ ۱۹۶۱) جودوکار، بوکسور، ورزشکار هنرهای رزمی ترکیبی و تکواندوکار اهل برزیل است.